# Demonstrator (EW)

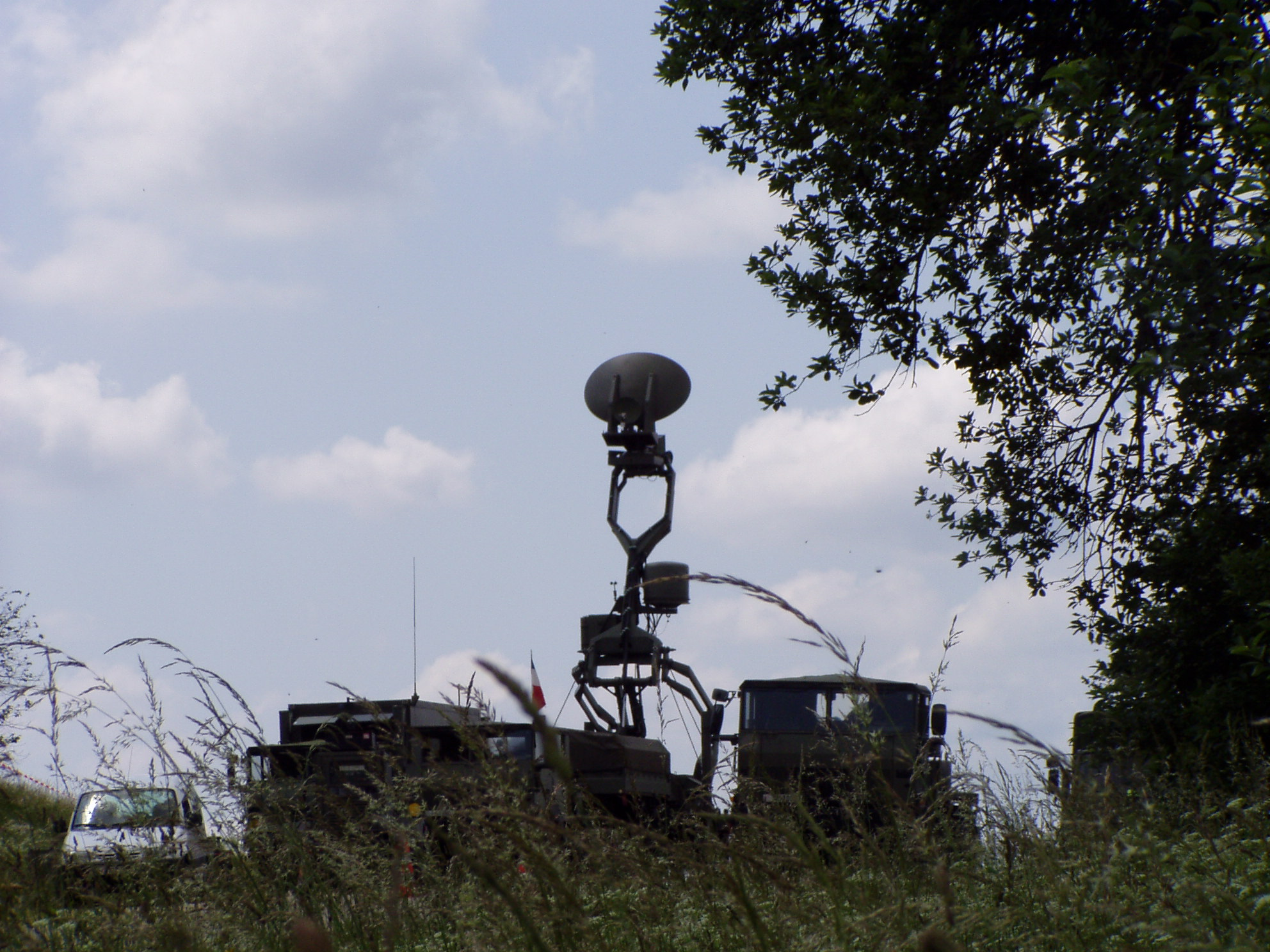
Der französische Demonstrator „FURET“ bei der Übung „ELITE 2007“

Ein Demonstrator ist ein militärisches Gerät für den elektronischen Kampf (EW = Electronic Warfare). Es ist eine elektronische Plattform für den militärischen Übungsbetrieb, welche Signale und Ausstrahlungen gegnerischer Kampftechnik simuliert.
Zum Beispiel können die Impulse eines Raketenleitradars und die Steuerkommandos für Flugabwehrraketen in Richtung der anfliegenden Flugzeuge ausgestrahlt werden, um dann im Flugzeug die technischen Warneinrichtungen auszulösen und den Piloten zu veranlassen, Raketenausweichmanöver zu fliegen.